# Club Ecuestre Criadero Virginia
El Club Ecuestre Criadero Virginia fue un equipo de fútbol profesional de Quito, Provincia de Pichincha, Ecuador fue fundado el 19 de marzo de 2012, luego de cambiar Club Deportivo Virginia por Club Ecuestre Criadero Virginia. Finalmente, el club desapareció el 30 de marzo de 2012, tras 11 días de ser fundado le cedió la franquicia al Universidad Internacional del Ecuador Fútbol Club (UIDE FC). y se desempeñó en la Segunda División. Su único partido de debut y despedida en el Campeonato Provincial de Segunda Categoría de Pichincha 2012 fue ante la UTE con derrota final 2-1 en el Estadio de la Liga Deportiva Parroquial de Nayón en Nayón del Cantón Distrito Metropolitano de Quito de la Provincia de Pichincha el 24 de marzo de 2012.
Fue afiliado a la Asociación de Fútbol No Amateur de Pichincha.